# Hoff & Windinge
Hoff & Windinge var en dansk tegnestue, der bestod af arkitekterne Povl Ernst Hoff og Bennet Windinge.
De stod især bag fornyelser af boligbyggeriet, og af deres værker kan alene i Gladsaxe nævnes parcelhuskvarteret Søndergårdsparken (1949-50), det seksetagers kollektivhus Høje Søborg (1951) med fælles servicefunktioner og den kendte og konsekvent gennemførte højhusbebyggelse Høje Gladsaxe (1960-64) med både boliger, institutioner og indkøbscenter fordelt på højhusene og de lavere byggerier, der forbinder dem. 
I 1974 blev arkitektfirmaet omdannet til et interessentskab med Bent Sand Høgsberg, Palle Rydahl Drost og Poul Wested Olesen som indehavere. Palle Rydahl Drost udtrådte i 1982 af interessentskabet, og i1988 blev firmaet omdannet til et enkeltmandsfirma med Bent Sand Høgsberg som indehaver.

## Værker
- Vibevænget, Gladsaxe (1945)
- Stengårdsvænget, Gladsaxe (1946)
- Bindeleddet, Søndergårdsparken, Gladsaxe (1949-50)
- Søgården, Gladsaxe
- Bibliotek ved Bindeleddet, Gladsaxe
- Kollektivhuset Høje Søborg (1949-51)
- Herning Gymnasium, Herning (1951, 1. præmie 1938)
- Københavns Amtsgård, nu Dansk Røde Kors, Blegdamsvej (1952, 1. præmie 1941)
- Søgården, Gladsaxe (1953)
- Herning Hallen (1954)
- Søborg-kvarteret (1954-1965)[1]
- Herningsholmskolen (1956)
- Alumnatsbygninger, Sorø Akademi, Sorø (1957-63)
- Kollektivhus og plejehjem for De vanføres Boligselskab, Herning
- Kollektivhuset til Hjemmet for Vanføre, Hans Knudsens Plads, København (1959-60, ombygget af DOMUS arkitekter 2002, 2011-13)
- Hafnia Hånd i Hånd, Holmens Kanal, nu Socialministeriet, København (1960, 1. præmie 1948)
- Revalideringsfløj for Ortopædisk Hospital, Lyngbyvej, København
- Utterslev Kirke med børnegård (1962)
- Kollektivhus for fysisk handicappede, Aalborg (1963)
- Montebello dag- og nathospital, Gentofte (1963)
- Abildgårdskolen, Præstø (1963)
- Høje Gladsaxe, Søborg (1963-68, sammen med Kai Agertoft, Juul Møller og Alex Poulsen)
- Københavns Amtssygehus' sygeplejerskeboliger, Gentofte (1966)
- Kollektivbebyggelsen Værebro Park og Værebro Skole, Gladsaxe (1966, sammen med Agertoft, Møller og Poulsen)
- Haraldskirken (1967, sammen med Juul Møller og Alex Poulsen)
- Plejehjemmet Egebjerg, Nybrovej, Gentofte (1967)
- Boligbebyggelse for det franske overformynderi, Paris (1969)
- Kollektivhus for fysisk handicappede La Fraternelle, St.-Étienne, Frankrig (1969 )
- Terapi- og patientbygning, Montebello, Helsingør (1972-74)

### 1974-1988
- Gentofte Midtpunkt, Gentoftegade 35, Gentofte (1975)
- Udvidelse af Gentofte Rådhus, Bernstorffsvej 161, Charlottenlund (1976)
- Avedøre Kirke (1977)
- Skovvænget og Vesterbo, Værløse
- Alumnat ved Sorø Akademi
- Forbundsskolen i Præstø

### 1988-
- Hesselbækpark, boligbebyggelse for Dansk Boligselskab (1988)
- Akacieparken, ældreboliger i Farum (1990)
- Toyota Danmark, Teknisk Center i Middelfart (1994)
- Toyota Danmark, hovedkvarter, Herlev (1995)
- Frederikssund Nord, renovering af boligkompleks (1997)